# Rudolf
Rudolf je křestní mužské jméno. Má německý původ ze staroněmeckých slov hrud, hrod + wolf s významem „slavný vlk“. V ČR slaví svátek 17. dubna. Domácími podobami jména jsou Ruda, Rudy, Ruděk, Rudla, Rudáš, Rudoušek, Rudínek, Rudánek, Rudák.

## Statistické údaje
Následující tabulka uvádí četnost jména v ČR a pořadí mezi mužskými jmény ve srovnání dvou roků, pro které jsou dostupné údaje MV ČR – lze z ní tedy vysledovat trend v užívání tohoto jména:
| Rok       | Četnost     | Pořadí   |
| 1999      | 36 416      | 30.      |
| 2002      | 34 511      | 31.      |
| Porovnání | o 1905 méně | o 1 hůře |
| 2006      | 31 081      | 36.      |

Změna procentního zastoupení tohoto jména mezi žijícími muži v ČR (tj. procentní změna se započítáním celkového úbytku mužů v ČR za sledované tři roky 1999-2002) je -4,5%, což svědčí o poměrně značném poklesu obliby tohoto jména.

## Cizojazyčné variace
- němčina: Dolf, Radolf, Roff, Rolf, Rollo, Rudi, Rudo, Rudolf, Rudolph, Rul, Ruodi
- angličtina: Rudolf, Rolph
- francouzština: Raulf, Rodolphe, Roux, Raoul
- italština: Ridolfo, Rodolfo, Rudolfo
- latina: Rudolphus
- švédština: Rodulf
- španělština: Rodolfo, Rodufo

## Známí nositelé jména
historické osoby
- Rudolf Burgundský (asi 890–936) – francouzský král
- Rudolf I. – více osob, rozcestník
- Rudolf I. Habsburský (1218–1291) – římský král
- Rudolf II. Habsburský (1552–1612) – rakouský císař a český král
- Rudolf III. Bádenský († 1332) – markrabě bádenský
- Rudolf III. z Habsburgu-Laufenburgu († 1249) – markrabě
- Rudolf III. Habsburský (1281–1307) – český král
- Rudolf III. Saský (1373-1419) – vévoda sasko-wittenberský a kurfiřt Svaté říše římské
- Rudolf IV. Bádenský († 1348) – markrabě bádenský
- Rudolf VI. Bádenský († 1372) – bádenský markrabě a hrabě z Ebersteinu
- Rudolf (1858-1889) – korunní princ, syn císaře Františka Josefa I.
- Rudolf Švábský – vzdorocísař Svaté říše římské

světci a blahoslavení
- sv. Rodulf (Raoul, Radulf, Rodolophe, Rudolf), v letech 840–841 arcibiskup v Bourges († 21. června 866, svátek 21. června)
- sv. Rudolf (Rodulf) z Gubbia, biskup z 11. století (1034–1063/1064), žil s bratrem Petrem jako poustevník ve Fonte Avelano, jako biskup zastánce chudých, od 14. století uctíván jako svatý, vzpomínka 17. října
- bl. Rudolf z Bernu, mučedník ze 13. století, zavražděný jako čtvrtroční dítě a pochovaný původně v bernské katedrále, lidově ucítván jako blahoslavený, v kalendáři připomínán 17. dubna

ostatní
- Rudolf Cortés – český zpěvák
- Rudolf Deyl – dva čeští herci téhož jména, otec a syn
- Rudolf Diesel – německý vynálezce
- Rudolf Firkušný – klavírista českého původu
- Rudolf Hrušínský – jméno čtyř českých herců z dynastie Hrušínských
- Rudolf Hess – německý nacistický politik
- Rudolf Jelínek – český herec
- Ruud Kleinpaste – novozeelandský entomolog
- Rudolf Kroutil - český generál
- Rudolf Medek – český spisovatel
- Rudolf Pellar – český zpěvák, herec, překladatel a spisovatel
- Rudolf Piskáček – český hudební skladatel
- Rudolf Rokl – český klavírista
- Rudolf Skácel – český fotbalista
- Rudolf Slánský – český politik
- Rudolf Steiner – filosof
- Rudolf Urbánek – český historik

### Rudolf jako příjmení
- viz Rudolf (příjmení)

## Jiné významy
- Rolf Krake – název lodě
- Rolf zálesák – kniha Ernesta Thompsona Setona
- Rudolf – animovaný film z roku 1998 o sobovi Rudolfovi
- Rudolf Jelínek – česká společnost vyábějící slivovici a další destiláty
- Rudolf Kämpf – česká porcelánka
- Rudolfův pramen – jeden z léčivých pramenů v Mariánských Lázních
- Rudolfův kámen – vyhlídka v Českém Švýcarsku
- Rudolfova štola – tunel v Praze vybudovaný za vlády Rudolfa II.
- Rudolfov – město v jižních Čechách nedaleko Českých Budějovic[1]
- (44613) Rudolf – planetka hlavního pásu